# Centre d'instruction de santé de l'Armée de terre
Ne doit pas être confondu avec ENSSAT.
Le centre d’instruction de santé de l’Armée de terre (CISAT) était le centre d’instruction chargé de la formation santé destinée aux personnels autres que médecins au sein de l’Armée de terre française. Il se trouvait à Montigny-lès-Metz.

## Histoire
Le premier centre d’instruction du service de santé (CISS) est créé le 16 juin 1947 et implanté provisoirement à Wildbad (en Forêt-Noire) en Allemagne. Il était alors chargé de la formation des sous-officiers du service de santé. Le 1er juillet 1953, le CISS est transféré au camp de Mourmelon.
En juillet 1957, sont créées plusieurs autres structures chargées de cette formation :
- le CIISS no 1 : centre d’instruction interrégional du service de santé implanté à Vincennes ;
- le CIISS no 6, basé à Bar-le-Duc.

Le 10 octobre 1958, afin d’éviter tout quiproquo entre les CISS et les CIISS, le premier est rebaptisé École des sous-officiers du service de santé (ESOSS).
En février 1959, les CIISS no 1 et 6 sont restructurés. La 2e compagnie du CISS no 6 est détachée à Toul alors qu’un détachement du 1er est créé à Provins en 1962 ; celui-ci est dissous dès mars 1964 et le CIISS no 1 est, quant à lui, transféré à Nantes.

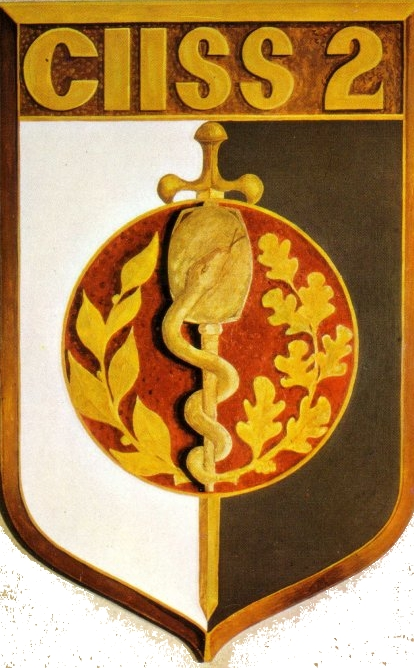
Insigne du CIISS no 2.

Fin 1966, début 1967, le CIISS no 6 est dissous alors que le CIISS no 2 est créé à Metz.
En 1968, l’ESOSS est transférée à Orléans, où elle portera le nouveau nom d’École nationale des sous-officiers du service de santé de l’armée de Terre (ENSOSSAT) à partir de 1978.
Les CIISS de Metz et de Nantes fusionnent en juin 1972 en un seul centre, à Nantes. Celui-ci prend le nom de CISS.
Les deux organismes (CISS et ENSOSSAT) sont dissous le 30 juin 1986 et remplacés par l’école nationale de spécialisation du service de santé pour l’Armée de terre (ENSSSAT) le 1er juillet à Dinan. Elle reprend les missions du CISS et de l’ENSOSSAT.
Cette école est dissoute le 30 juin 2001 pour donner naissance au Centre d'instruction de santé de l'Armée de terre (CISAT), créé à Metz. Le centre est implanté dans la caserne Raffenel-Delarue, rue du Général Franiatte à Montigny-lès-Metz.
Dans le cadre de la restructuration des armées, le CISAT est dissous en 2011. Ses missions sont reprises par le nouveau régiment médical de La Valbonne.

## Missions
- Assurer les formations militaires individuelles et complémentaires du personnel de service de santé des armées (médecins, MITHA, Aumônier militaire, etc.) ;
- Assurer les formations paramédicales (monitorat et instructorat de secourisme, formation de brancardier-secouriste, secrétaire médical, etc.).

## Organisation
La division de formation était divisée en trois cours :
- cours péri et para médicaux, lui-même divisé en trois sections destinées à la formation des brancardiers-secouristes, des conducteurs-ambulanciers ainsi que des moniteurs et instructeurs de secourisme ;
- cours militaires chargés des formations initiales militaires des personnels du service de santé ;
- cours administratifs, destinés à la formation des secrétaires médicaux.

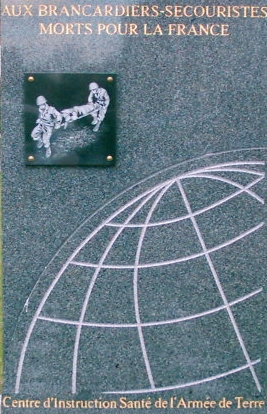
Stèle à la mémoire des brancardiers-secouristes tombés au champ d'honneur.

### Sources
- Site intranet du Centre d’instruction de santé de l’Armée de terre